# ويليام إتش فرينش
ويليام إتش فرينش (بالإنجليزية: William H. French)‏ هو ضابط أمريكي، ولد في 13 يناير 1815 في بالتيمور في الولايات المتحدة، وتوفي في 20 مايو 1881 في واشنطن العاصمة في الولايات المتحدة.